# Francis Cockfield
Pour les articles homonymes, voir Cockfield.
Francis Arthur Cockfield (Horsham, 28 septembre 1916 – 8 janvier 2007), Lord Cockfield, est un homme politique britannique. 

## Biographie
Lorsque Margaret Thatcher devient Premier ministre en 1979, il est nommé secrétaire d'État au Trésor poste qu'il occupe jusqu'en 1982 date à laquelle il nommé au Commerce jusqu'en 1983. 
En 1984, il est élu chancelier du duché de Lancastre jusqu'en septembre 1984. 
De 1985 à 1989, il est membre de la Commission européenne présidée par Jacques Delors. Il est vice-président et Commissaire chargé du Marché Intérieur. Il dirigera notamment les travaux du Livre Blanc débouchant sur l'Acte unique européen.
Il est fait chevalier le 13 février 1973 et fait pair à vie le 21 mars 1978.